# Залізниця Берлін — Галле
Залізниця Берлін — Галле (нім. Bahnstrecke Berlin–Halle), у районі Берліна має назву Anhalter Bahn — двоколійна, електрифікована магістральна залізниця, що прямує від Берліна, через землі Бранденбург та Саксонія-Ангальт (міста Ютербог та Віттенберг) до Галле, завдовжки 161.6 km. Залізниця спочатку побудована та була під орудою Berlin-Anhaltische Eisenbahn-Gesellschaft.
Залізниця є складовою першої лінії транс'європейських транспортних мереж (TEN-T). У передмістях Берліна Ангальтська приміська залізниця, що використовується Berlin S-Bahn, проходить паралельно головній лінії.